# メアリー・マローン

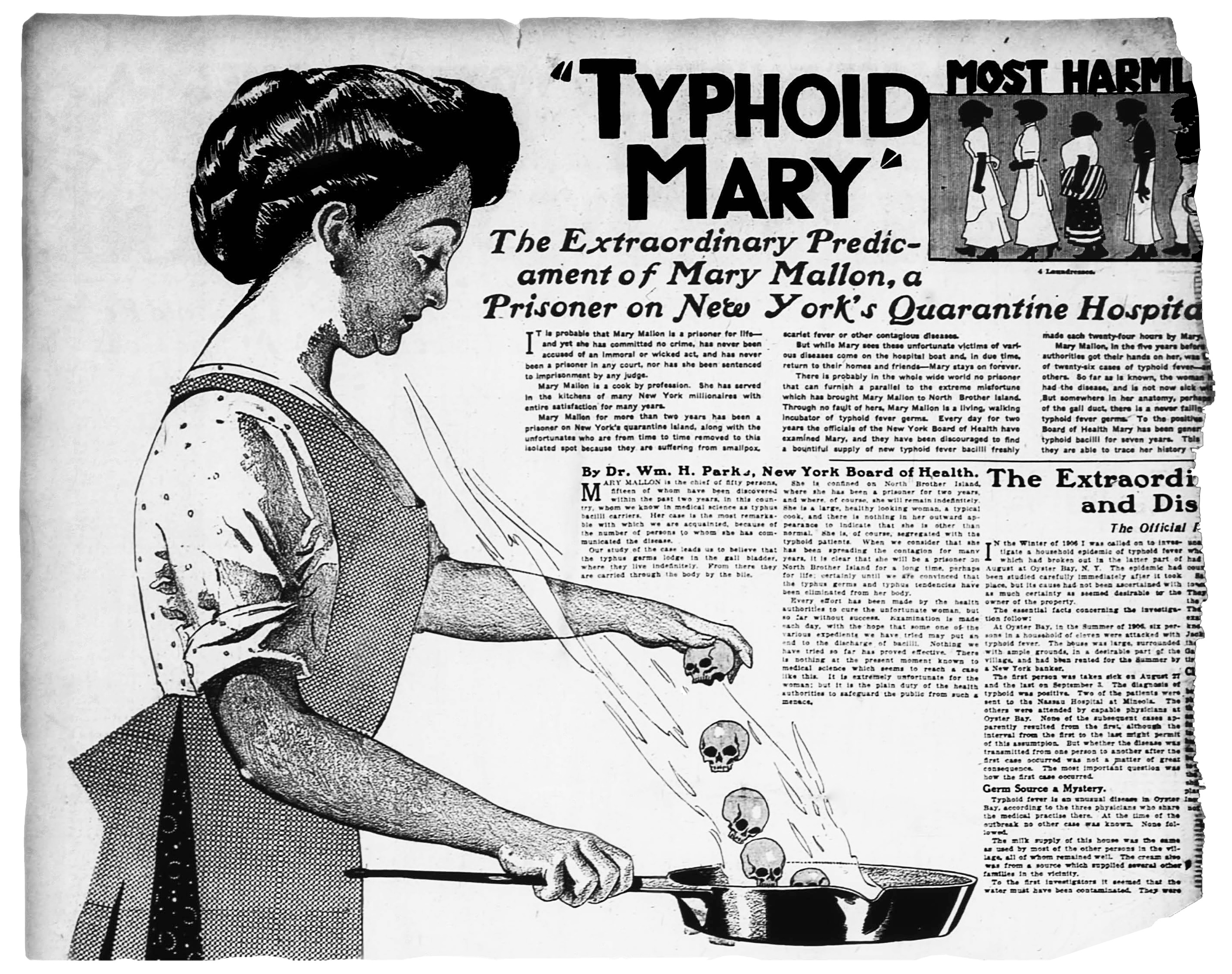
1909年『ニューヨーク・アメリカン』紙の記事

メアリー・マローン（Mary Mallon、1869年9月23日 - 1938年11月11日）は、世界で初めて臨床報告されたチフス菌 (Salmonella enterica serovar Typhi) の健康保菌者（発病はしないが病原体に感染している不顕性感染となり感染源となる者）。アイルランドからニューヨークに移住したアイルランド系アメリカ人で、1900年代初頭にニューヨーク周辺で散発した腸チフスの原因になった。腸チフスのメアリーあるいはチフスのメアリー（Typhoid Mary、タイフォイド・メアリー）という通称で知られる。

## 経歴

### 善良な腕の良い料理人
イギリス統治下のアイルランド島（現在の北アイルランド、ティロン県）クックスタウン生まれ。アイルランドでは、1840年代後半のジャガイモ飢饉に端を発した食糧難と貧困からアメリカ合衆国へ移住する人が多く、メアリーもまた1883年、14歳のときに単身ニューヨークへと移住した。これといって手に職を持たなかった彼女は、ニューヨーク周辺で家事使用人として働いていたが、やがて料理の才能に目覚め、1900年頃までにはその腕の良さと「子供のように善良な」と評される人柄から信頼を集め、住み込み料理人として富豪宅に雇われて、他の使用人よりも高給を得ることができる身分になっていた。
20世紀初頭、ニューヨーク周辺では腸チフスの小規模な流行が散発的に発生していた。メアリーが雇われていた家の住人もこの疫病に見舞われ、メアリーの手厚い看護にもかかわらず病状は重くなる一方であった。1900年から1907年の間に、メアリーは何回か勤め先を変えたが、その間わかっているだけでもメアリーの身近で22人の患者が発生し、そのうち洗濯婦をしていた若い女性1人が死亡した。

### 腸チフスのメアリー
これらの富豪の一人から腸チフスの原因を解明する仕事を依頼された衛生士ジョージ・ソーパーは、疫学的な調査を地道に行い、その結果一つの事実を見出した。それは、メアリーが雇われた家庭のほとんどで、彼女がやってきた直後に腸チフスが発生しているということだった。この結果から、ソーパーはメアリーがチフス菌の保菌者ではないかと疑い、1907年にメアリーが雇われていたニューヨーク近郊の富豪宅を訪れた。
彼女が感染源として多くの犠牲者を出したことを告げ、調査のために尿と糞便のサンプル提出を求めたソーパーを、メアリーは激昂して追い返した。しかし自分の調査結果に確信を抱いていたソーパーは、ニューヨーク市衛生局に勤めていたハーマン・ビッグスに自分の仮説を告げて相談した。ビッグスもまたソーパーの考えに賛同し、医師のサラ・ジョセフィン・ベーカーをメアリーの元に赴かせ、再び説得に当たった。しかし、それでもメアリーが大きな金属製のフォークを振り回して激しく抵抗したため、3度目にはとうとう5人の警官が共に赴き、5時間の探索の末にクローゼットに身を潜めていたメアリーを見つけ出し、強制的に彼女の身柄を確保した。
ニューヨーク市衛生局で細菌学的な検査が行われた結果、彼女の便からチフス菌が検出された。このため彼女はノース・ブラザー島の病院に収容、隔離された。しかしメアリーはそれまで腸チフスを発症したことがなく、彼女自身が病気になったり、保菌者であるという自覚のないまま、周囲の人に感染を広げる健康保菌者（無症候性キャリア）であった。その当時の細菌学の考えでは、特にチフス菌のように毒性の高い細菌がこのような「表に出ない感染」（不顕性感染）を起こすということは知られておらず、ソーパーはこの特殊な症例を1907年6月15日付けのJAMA(Journal of the American Medical Association) 誌に発表した。

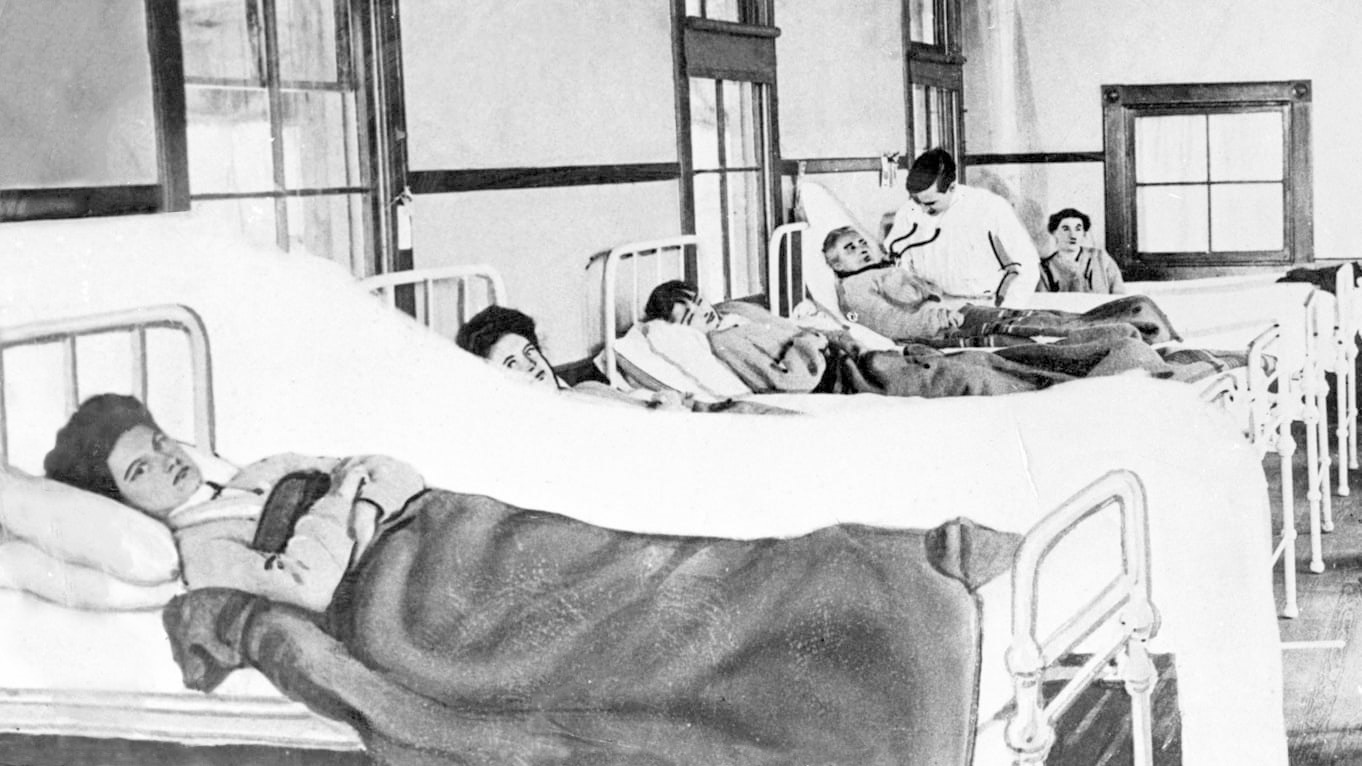
一度目の隔離の際に撮影

しかしこの検査結果を突きつけられても、メアリーは納得しなかった。彼女はそれなりに教養を身に付けてはいたが、「健康保菌者が存在する」という考えは当時の社会一般から見ればあまりにも突飛なものであったため、彼女には受け入れられず、むしろ「いわれのない不当な扱いを受けている」という思いを募らせるばかりであった。何よりも彼女が頑なな考え方の持ち主であったことがその最大の理由であったとされるが、不衛生なスラム街に住むアイルランド系などの移民を疫病の原因と考えていた差別への反発もあった。市衛生局は1年以上にわたってメアリーの便からチフス菌が排出され続けていることを確認していたが、メアリーはサンプルを別の医師に送って独自に検査を行い、チフス菌が検出されなかったという報告を受けたことで、さらに自分が不当な扱いを受けているという確信を強め、隔離から2年が経過した1909年に、市衛生局を相手に隔離の中止を求めて訴訟を起こした。この訴訟の間も、メアリーは隔離されたままであり、病室のガラス越しに新聞記者の取材を受けた。これが世間の注目を集め、“Typhoid Mary”の名を広めるきっかけになったと言われる。
訴訟は衛生局側の勝訴で終わったが、この訴訟によってメアリーには隔離から解放されるきっかけが与えられることになった。そして1910年、
1. 食品を扱う職業には就かないこと
2. 定期的にその居住地を明らかにすること

という2つの条件を飲むことで、メアリーは隔離病棟から出ることを許され、再び自由を得た。

### 再隔離
「釈放」されてしばらくの間、メアリーは衛生局との取り決めを守って、洗濯婦など食品を扱わない家事使用人としての職に就き、所在を定期的に連絡していたが、やがて連絡が途絶えて消息がつかめなくなった。そして次に彼女の居場所が明らかになったのは、釈放から5年後の1915年、再び腸チフス流行の感染源として見つかったときであった。そのとき彼女は調理人として、しかもニューヨークの産婦人科病院で、偽名を使って働いていたのである。そこで引き起こした腸チフスで25人の感染者と、2人の死者を出した。この事件をきっかけに、彼女は再びノース・ブラザー島の病院に隔離され、亡くなるまでの23年間そこから出ることはなかった。普段は健常者と何ら変わらないままに隔離された彼女の、その後の人生を知る手がかりは少ないが、病院内で看護師、介護人、研究室の技術補佐員としての仕事をしていたことが記録に残っている。1932年に心臓発作から身体麻痺になり、その6年後の1938年、子供たちの声が聞こえる小児科病棟の近くに移されたベッドで息を引き取った。

## 「メアリーの腸チフス」の正体
メアリーの死後、病理解剖の結果から、彼女の胆嚢に腸チフス菌の感染巣があったことが判明した。通常、食べ物とともに消化管に入ったチフス菌は、異物を分解する役割を担ったマクロファージの細胞内で、分解を逃れたまま増殖し、腸間膜リンパ節から肝臓、脾臓などに全身に感染を広げるとともに、発熱、脾腫、バラ疹など、腸チフス特有の症状が現れる。しかしチフス菌が胆嚢だけに感染した場合には、特別な症状が現れないまま胆嚢内部に定着し（特に胆石がある場合などに起こりやすい）、生涯にわたって、菌が胆汁に混ざって腸に排出され続けることが明らかになった。メアリーの症例では、最初のチフス菌による感染が弱く、本人の抵抗力がそれに勝ったため症状が現れず、また同時に腸チフスに対する抗体などの免疫を獲得したために、本人には症状が現れることがなかった（不顕性感染）のだと考えられている。しかし便に混じって排出されつづけたチフス菌は、目に見えないもののメアリーの手指などに付着しており、本人に自覚がなかったために手洗いを油断した際に食事に混じり、周囲の人間に感染したのだと考えられている。

## 社会的影響
メアリーの境遇は、公衆衛生と個人の人権という二つの観点から議論され、その人物評は評価する人によってさまざまである。しかしながら大別すると、一つは「邪悪な感染源」、一つは「不運な社会的被害者」という、二つの見方がなされることが多い。前者の見方をする人は「アメリカで最も危険な女性」と呼び、その一部には、メアリーが一度目の隔離の後に偽名を使って再び調理人の職を得て感染症を引き起こしたことを理由に、彼女が邪悪な意思を持ってわざと事件を引き起こした「世紀の大悪人」と考える者もいる。しかし家事使用人の中で、料理人が優遇されていた社会的背景と、彼女自身が自分が保菌者であるということを信じていなかったことを理由に、このような考え方を無批判に支持する人は多くない。また当時、彼女以外にも腸チフス菌の健康保菌者が、ニューヨーク全体で100人から200人程度いたであろうことが指摘されており、彼女だけが（厳密には、その他にも就業制限を受けた人が何人かいたが）隔離によって自由を奪われたということは批判の対象になり、しばしばアイルランド系移民への差別問題と関連して議論される。しかし、彼女がその頑なさゆえに47名の感染者と3名の死者を出したことも事実である。“Typhoid Mary”「腸チフスのメアリー」のエピソードは、公衆衛生の意識を高めるための教材として、特に食品を扱う者がいかに衛生面に気を使うべきかということを語るものとして、その恐ろしげな呼び名とともに語られている。

## メアリー・マローンを扱った作品
- 『腸チフスのメアリー』 - 荒木飛呂彦の短篇漫画。『ウルトラジャンプ』2003年9月号掲載。単行本『変人偏屈列伝』収録。
- 金森修『病魔という悪の物語――チフスのメアリー』（筑摩書房［ちくまプリマー新書］、2006年）
- ドラマ『インハンド』2話（TBSテレビ系「金曜ドラマ」、2019年）
- ドラマ『THE BLACKLIST/ブラックリスト』シーズン4-12 ナタリー・ルカ
- ドラマ『スコーピオン』シーズン1 第2話：Single Point of Failure - バイオハッカーでハッピーが被害者を「現代版チフスのメアリー」と呼んでいる。

## その他
- メアリー・マローンの起こした事件から“Typhoid Mary”という言葉は、健康保菌者（無症候性キャリア）を表すものとして用いられている。
- マーベル・コミックのデアデビルおよびデッドプールには“Typhoid Mary”という名前の敵役が登場する。